# Martin Schwarzschild
Martin Schwarzschild (Potsdam, 31 maggio 1912 – Langhorne, 10 aprile 1997) è stato un astronomo tedesco naturalizzato statunitense, figlio di Karl Schwarzschild, si dedicò in particolar modo allo studio della struttura stellare e dell'evoluzione stellare.

## Biografia
Schwarzschild nacque a Potsdam in una famiglia ebrea tedesca. Il padre fu il fisico Karl Schwarzschild e lo zio l'astrofisico Robert Emden. Si spostarono a Gottinga nel 1916. Schwarzschild studiò all'Università di Gottinga e si laureò nel dicembre 1936. Lasciò la Germania verso la Norvegia e poi gli USA.
Schwarzschild servì nell'esercito statunitense. Prese la Legion of Merit e la Stella di bronzo, per i servigi durante la guerra. Dopo la guerra sposò Barbara
Cherry.
Nel 1947, Martin Schwarzschild incontrò Lyman Spitzer alla Princeton University, amicizia che durò tutta la vita, Spitzer morì dieci giorni prima di Schwarzschild.
Schwarzschild lavorò nel campo delle strutture stellari e nell'evoluzione delle stelle. Con Fred Hoyle, fece calcoli innovativi sul nucleo delle stelle.
Nel 1958 pubblicò Structure and Evolution of the Stars.
Negli anni '50-'60 lavorò per il progetto Stratoscope. Negli anni'80 lavorò sul modello delle galassie triassiali.
Schwarzschild fu l'Eugene Higgins Professor Emeritus di astronomia della Princeton University.

## Onorificenze
L'asteroide 4463 Marschwarzschild fu nominato così in suo onore.
- Medaglia Karl Schwarzschild (1959)
- Henry Norris Russell Lectureship (1960)
- Henry Draper Medal (1960)
- Eddington Medal (1963)
- Bruce Medal (1965)
- Medaglia Rittenhouse (1966)
- Gold Medal of the Royal Astronomical Society (1969)
- Brouwer Award (1992)
- Premio Balzan (1994, con Fred Hoyle)
- National Medal of Science (1997)